# Jesper Petersen (Fußballspieler)
Jesper Petersen (* 2. April 1951; † 29. August 2016) war ein dänischer Fußballspieler.

## Leben
Nachdem Jesper Petersen in seinem Heimatland bei Helsingør IF gespielt hatte, kam er nach Deutschland und war dort für den FC Rodalben aktiv, ehe er 1975 in die 2. Bundesliga Süd zum FC 08 Homburg wechselte. Hier hatte er nach einem halben Jahr einen Stammplatz inne, den er fortan behielt. 1981 verpasste Homburg die Qualifikation für die nun eingleisige 2. Bundesliga und stieg somit in die Oberliga Südwest ab. 1984 gelang der Wiederaufstieg in die 2. Bundesliga. 1986 wurde der FC Homburg Meister der zweiten Liga und stieg erstmals in die Bundesliga auf. Nach dem Meisterjahr beendete Petersen allerdings seine Profikarriere. Insgesamt wurde er beim FCH in 327 Punktspielen eingesetzt und erzielte 14 Tore. Anschließend war Petersen in Zweibrücken beim SV Ixheim als Spielertrainer tätig.
Im Anschluss daran führte er als Spielertrainer die junge Truppe des TuS/DJK Pirmasens e.V. in der Saison 1987/88 erstmals in der Vereinsgeschichte von der B-Klasse in die A-Klasse. Nach Abschluss der Saison 1988/89 belegte man dort den 2. Tabellenplatz, was zur damaligen Zeit nicht zu einer Relegation berechtigte.
Jesper Petersen blieb auch nach seinem Karriereende als Fußballspieler in Deutschland, lebte zuletzt in Pirmasens und verstarb am 29. August 2016.